# Pingelly
Pingelly ist eine Gemeinde und ein Shire in der Wheatbelt Region von Western Australia, auf dem Great Southern Highway und an der Great Southern Railway Line. Sie liegt etwa 158 km südöstlich von Perth. Ihre Postleitzahl ist 6308.
Nach der Volkszählung im Jahre 2016 lebten der Gemeinde rund 800 Menschen und rund 1150 im ganzen Shire. 
Pingelly ist ein bedeutendes Landwirtschaftszentrum in der Region. Ihre Wirtschaft beruht auf der Weizen- und der Gersteproduktion sowie der Schäferei. Der Ort besitzt eine Grundschule, eine Filiale der Bendigo Bank, ein Einkaufszentrum, einen Golfplatz und ein Telecentro. Ein Bus transportiert Schüler zur High-School in Narrogin.
Während das Narrogin Regional Hospital das wichtigste Gesundheitszentrum für die lokale Bevölkerung ist, funktioniert in der Gemeinde ein kleines Hospital mit 15 Planbetten.
Im Shire of Pingelly existieren mehrere Sehenswürdigkeiten. Die wichtigsten sind das Courthouse Museum, die Sternwarte, der Pioneer Park und der Apex Park mit Aussichtspunkt. Das astronomische Observatorium kann unter vorheriger Absprache besichtigt werden. Die Pingelly Spring & Autumn Markets finden im Frühling und Herbst statt. 8 km östlich von Pingelly gründete man 1864 die Siedlung Moorumbine und baute 1873 die St Patrick’s Anglican Church. Das Tutanning Flora & Fauna Reserve liegt 23 km östlich und beherbergt eine Kollektion lokaler Pflanzen. Von Bedeutung ist das 26 km nordwestlich gelegene Boyagin Rock Nature Reserve mit einem Aussichtspunkt auf dem 50 m hohen Boyagin Rock, Wildblumen und Stellen zum Picknicken.
Der Ort ist eine Bushaltestelle der Linie, die bis zu Albany fährt.